# Podocarpus rostratus
Podocarpus rostratus là một loài thực vật hạt trần trong họ Thông tre. Loài này được J.Laurent miêu tả khoa học đầu tiên năm 1915.